# Clorofícies
Les clorofícies (Chlorophyceae) són una classe d'algues verdes, que es distingeixen principalment sota la base de la morfologia ultraestructural. Per exemple el clade CW i el clade DO, estan definits per la disposició dels seus flagells. Els membres del calde CW tenen flagells que estan disposats en sentit de les agulles del rellotge, per exemple Chlamydomonadales. Els membres del clade DO tenen flagells en sentit antihorari, per exemple Sphaeropleales.
En classificacions més antigues, el terme Chlorophyceae s'aplicava a totes les algues verdes excepte les de l'ordre Charales, i la divisió interna és considerablement diferent.
Comparteixen moltes similituds amb les plantes superiors, incloent la presència de cèl·lules asimètricament flagel·lades, el trencament de l'embolcall del nucli a la mitosi, i la presència de fitocroms flavonoides i els precursors químics de la cutícula.

## Ordres
- Dunaliellales (p.e.. Dunaliella)
- Volvocales (p.e.. Volvox, Chlamydomonas)
- Chlorococcales p.e.. Nannochloris)
- Oedogoniales (p.e. Oedogonium)
- Sphaeropleales
- Chaetophorales
- Microsporales
- Tetrasporales (p. e. Tetraspora)

Els ordres de les Chlorophyceae com han llistat Hoek, Mann i Jahns (1995)
- Volvocales
- Chlorococcales
- Chaetophoroales
- Oedogoniales

Ulvophyceae by Hoek, Mann i Jahns (1995)
- Codiolales
- Ulvales